# 日詰駅
日詰駅（ひづめえき）は、岩手県紫波郡紫波町北日詰字八反田にある、東日本旅客鉄道（JR東日本）東北本線の駅である。
かつては「もりおか」・「陸中」などの急行も停車していた。

## 歴史
- 1890年（明治23年）11月1日：日本鉄道の駅として開業[2][5]。
- 1906年（明治39年）11月1日：日本鉄道が国有化され[5]、官設鉄道の駅となる。
- 1928年（昭和3年）10月7日：陸軍特別大演習（城山野外統監部）に向かう昭和天皇乗車のお召し列車が日詰駅を発着[6]。
- 1982年（昭和57年）11月15日：貨物の営業を廃止[5]。
- 1985年（昭和60年）3月14日：荷物の扱いを廃止[5]。
- 1987年（昭和62年）4月1日：国鉄分割民営化により、東日本旅客鉄道の駅となる[5]。
- 2004年（平成16年）10月：業務委託化。日詰駅長（盛岡駅助役待遇）を廃止。
- 2010年（平成22年）4月24日：宮沢賢治が初恋の看護師を訪ねたとされることにちなんで駅前に歌碑を建立[新聞 1]。
- 2018年（平成30年）3月16日：みどりの窓口の営業を終了[報道 1]。
- 2023年（令和5年）5月27日：ICカード「Suica」の利用が可能となる[報道 2][報道 3]。
- 2024年（令和6年）
  - 3月16日：終日無人化[3][4]。
  - 10月1日：えきねっとQチケのサービスを開始[1][報道 4]。

## 駅構造
単式ホーム1面1線と島式ホーム1面2線、合計2面3線のホームを持つ地上駅である。互いのホームは跨線橋で連絡している。
盛岡駅管理の無人駅である。無人化される前までは、JR東日本東北総合サービスが委託する業務委託駅で、自動券売機が設置されていた。駅舎には簡易Suica改札機が設置されている。みどりの窓口については2018年（平成30年）3月16日限りで営業を終了した。

### のりば
| 番線 | 路線      | 方向 | 行先             | 備考            |
| ---- | --------- | ---- | ---------------- | --------------- |
| 1    | ■東北本線 | 上り | 北上・一ノ関方面 | 一部列車は2番線 |
| 2・3 | ■東北本線 | 下り | 盛岡方面         | 2番線は当駅始発 |

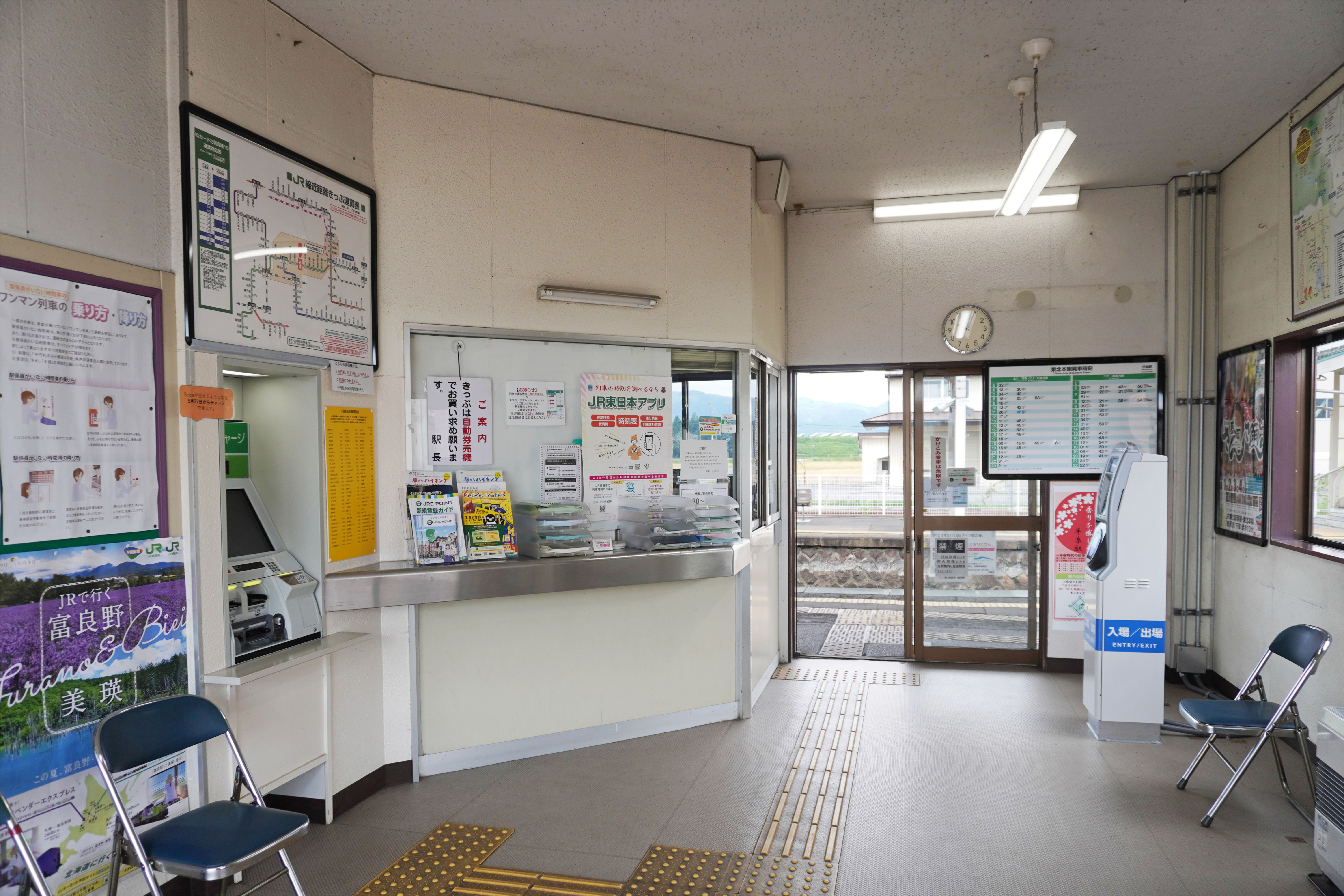
改札口（2023年6月）
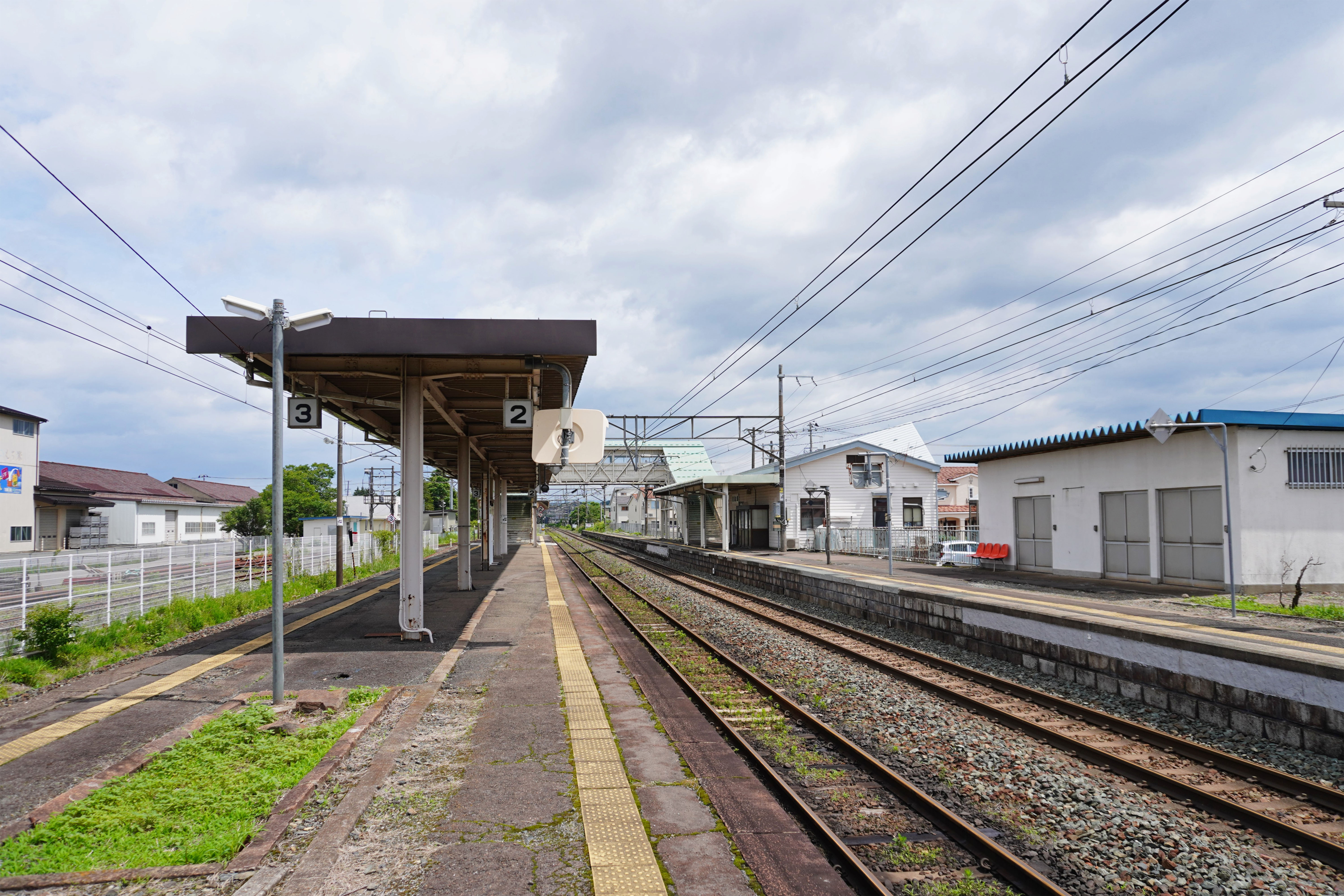
ホーム（2023年6月）

## 利用状況
JR東日本によると、2000年度（平成12年度）- 2022年度（令和4年度）の1日平均乗車人員の推移は以下のとおりであった。
| 1日平均乗車人員推移 | 1日平均乗車人員推移 | 1日平均乗車人員推移 | 1日平均乗車人員推移 | 1日平均乗車人員推移 |
| 年度                | 定期外              | 定期                | 合計                | 出典                |
| ------------------- | ------------------- | ------------------- | ------------------- | ------------------- |
| 2000年（平成12年）  |                     |                     | 661                 | [ 利用客数 1 ]      |
| 2001年（平成13年）  |                     |                     | 636                 | [ 利用客数 2 ]      |
| 2002年（平成14年）  |                     |                     | 629                 | [ 利用客数 3 ]      |
| 2003年（平成15年）  |                     |                     | 610                 | [ 利用客数 4 ]      |
| 2004年（平成16年）  |                     |                     | 605                 | [ 利用客数 5 ]      |
| 2005年（平成17年）  |                     |                     | 580                 | [ 利用客数 6 ]      |
| 2006年（平成18年）  |                     |                     | 592                 | [ 利用客数 7 ]      |
| 2007年（平成19年）  |                     |                     | 579                 | [ 利用客数 8 ]      |
| 2008年（平成20年）  |                     |                     | 565                 | [ 利用客数 9 ]      |
| 2009年（平成21年）  |                     |                     | 539                 | [ 利用客数 10 ]     |
| 2010年（平成22年）  |                     |                     | 556                 | [ 利用客数 11 ]     |
| 2011年（平成23年）  |                     |                     | 534                 | [ 利用客数 12 ]     |
| 2012年（平成24年）  | 103                 | 442                 | 545                 | [ 利用客数 13 ]     |
| 2013年（平成25年）  | 98                  | 445                 | 543                 | [ 利用客数 14 ]     |
| 2014年（平成26年）  | 92                  | 426                 | 518                 | [ 利用客数 15 ]     |
| 2015年（平成27年）  | 94                  | 425                 | 520                 | [ 利用客数 16 ]     |
| 2016年（平成28年）  | 97                  | 434                 | 531                 | [ 利用客数 17 ]     |
| 2017年（平成29年）  | 96                  | 425                 | 522                 | [ 利用客数 18 ]     |
| 2018年（平成30年）  | 92                  | 422                 | 515                 | [ 利用客数 19 ]     |
| 2019年（令和元年）  | 91                  | 407                 | 498                 | [ 利用客数 20 ]     |
| 2020年（令和02年）  | 59                  | 386                 | 445                 | [ 利用客数 21 ]     |
| 2021年（令和03年）  | 62                  | 386                 | 449                 | [ 利用客数 22 ]     |
| 2022年（令和04年）  | 71                  | 397                 | 468                 | [ 利用客数 23 ]     |

## 駅周辺
- 紫波警察署日詰駅前駐在所
- 紫波町立赤石小学校
- 野村胡堂・あらえびす記念館
- 日詰駅前郵便局
- 岩手県交通紫波営業所
- 岩手県道111号日詰停車場線
- マックスバリュ 紫波店

紫波町中心地（紫波町役場）は紫波中央駅が最寄り駅である。

## バス路線
「日詰駅前」停留所にて、岩手県交通が運行する路線バスが発着する。
- 601：盛岡バスセンター
- 602・604・605・607・606・611・613：盛岡駅
- 志和町線：志和町
- 犬渕線：犬渕

## 隣の駅
東日本旅客鉄道（JR東日本）
■東北本線
□快速「はまゆり」（53・54号のみ停車）・■普通
石鳥谷駅 - 日詰駅 - 紫波中央駅

### 記事本文

#### 報道発表資料
1. 1 2  「紫波中央駅きっぷ発売窓口の営業開始について (PDF)」（プレスリリース）、東日本旅客鉄道盛岡支社、2018年2月9日。2018年2月10日時点のオリジナル (PDF)よりアーカイブ。2018年2月9日閲覧。
2. ↑  「2023年5月27日（土）北東北3エリアでSuicaがデビューします! (PDF)」（プレスリリース）、東日本旅客鉄道盛岡支社／東日本旅客鉄道秋田支社、2022年12月12日。2022年12月12日閲覧。
3. ↑  「北東北3県におけるSuicaご利用エリアの拡大について ～2023年春以降、青森・岩手・秋田の各エリアでSuicaをご利用いただけるようになります～ (PDF)」（プレスリリース）、東日本旅客鉄道、2021年4月6日。2021年4月6日閲覧。
4. ↑  「Suicaエリア外もチケットレスで! 東北エリアから「えきねっとQチケ」がはじまります (PDF)」（プレスリリース）、東日本旅客鉄道、2024年7月11日。2024年8月1日閲覧。

#### 新聞記事
1. ↑  「賢治の初恋刻む歌碑 女性訪ね降りたJR日詰駅 きょう除幕、イベントも 紫波町」『岩手日報』岩手日報社、2010年4月24日、朝刊、18面。

### 利用状況
1. ↑  「JR東日本：各駅の乗車人員（2000年度）」東日本旅客鉄道。2025年7月14日閲覧。
2. ↑  「JR東日本：各駅の乗車人員（2001年度）」東日本旅客鉄道。2025年7月14日閲覧。
3. ↑  「JR東日本：各駅の乗車人員（2002年度）」東日本旅客鉄道。2025年7月14日閲覧。
4. ↑  「JR東日本：各駅の乗車人員（2003年度）」東日本旅客鉄道。2025年7月14日閲覧。
5. ↑  「JR東日本：各駅の乗車人員（2004年度）」東日本旅客鉄道。2025年7月14日閲覧。
6. ↑  「JR東日本：各駅の乗車人員（2005年度）」東日本旅客鉄道。2025年7月14日閲覧。
7. ↑  「JR東日本：各駅の乗車人員（2006年度）」東日本旅客鉄道。2025年7月14日閲覧。
8. ↑  「JR東日本：各駅の乗車人員（2007年度）」東日本旅客鉄道。2025年7月14日閲覧。
9. ↑  「JR東日本：各駅の乗車人員（2008年度）」東日本旅客鉄道。2025年7月14日閲覧。
10. ↑  「JR東日本：各駅の乗車人員（2009年度）」東日本旅客鉄道。2025年7月14日閲覧。
11. ↑  「JR東日本：各駅の乗車人員（2010年度）」東日本旅客鉄道。2025年7月14日閲覧。
12. ↑  「JR東日本：各駅の乗車人員（2011年度）」東日本旅客鉄道。2025年7月14日閲覧。
13. ↑  「JR東日本：各駅の乗車人員（2012年度）」東日本旅客鉄道。2025年7月14日閲覧。
14. ↑  「各駅の乗車人員 2013年度 ベスト100以外（7）：JR東日本」東日本旅客鉄道。2025年7月14日閲覧。
15. ↑  「各駅の乗車人員 2014年度 ベスト100以外（7）：JR東日本」東日本旅客鉄道。2025年7月14日閲覧。
16. ↑  「各駅の乗車人員 2015年度 ベスト100以外（7）：JR東日本」東日本旅客鉄道。2025年7月14日閲覧。
17. ↑  「各駅の乗車人員 2016年度 ベスト100以外（7）：JR東日本」東日本旅客鉄道。2025年7月14日閲覧。
18. ↑  「各駅の乗車人員 2017年度 ベスト100以外（7）：JR東日本」東日本旅客鉄道。2025年7月14日閲覧。
19. ↑  「各駅の乗車人員 2018年度 ベスト100以外（7）：JR東日本」東日本旅客鉄道。2025年7月14日閲覧。
20. ↑  「各駅の乗車人員 2019年度 ベスト100以外（7）：JR東日本」東日本旅客鉄道。2025年7月14日閲覧。
21. ↑  「各駅の乗車人員 2020年度 101位以下（6）| 企業サイト：JR東日本」東日本旅客鉄道。2025年7月14日閲覧。
22. ↑  「各駅の乗車人員 2021年度 101位以下（6）| 企業サイト：JR東日本」東日本旅客鉄道。2025年7月14日閲覧。
23. ↑  「各駅の乗車人員 2022年度 101位以下（6）| 企業サイト：JR東日本」東日本旅客鉄道。2025年7月14日閲覧。